# Man That You Fear
Man That You Fear – utwór promujący drugi studyjny album grupy Marilyn Manson pt. Antichrist Superstar. Został wydany w roku 1997 jako singiel promocyjny.

## Lista utworów
CD (USA)
1. „Man That You Fear” (wersja radiowa) – 4:18